# گینه اکواتوریال ایرلاینز
گینه اکواتوریال ایرلاینز (به انگلیسی: Guinea Ecuatorial Airlines) یک شرکت هواپیمایی است که در ۱۹۹۶ میلادی تأسیس شده‌است. دفتر مرکزی گینه اکواتوریال ایرلاینز در مالابو، گینه استوایی واقع شده‌است و قطب این شرکت هواپیمایی در فرودگاه بین‌المللی مالابو قرار .دارد.